# Мога, Джеймс
Джеймс Джозеф Саид Мога (англ. James Joseph Saeed Moga; род. 14 июня 1983, Нимуле) — южносуданский футболист. Автор первого гола в истории национальной сборной Южного Судана.

## Карьера

### Клубная
Джеймс Мога начал свою карьеру в 2000 году в суданском клубе «Аль-Хиляль» из Омдурмана. В следующие годы играл в чемпионатах Судана, ОАЭ, Омана и Бангладеш.
С 2011 года выступает в индийской И-Лиге. В 2013 году, выступая за «Ист Бенгал» забил решающий гол в четвертьфинальном матче Кубка АФК, что позволило его клубу впервые в истории индийского футбола пробиться в полуфинальный раунд континентального кубка.

### Международная
С 2000 по 2005 год Джеймс Мога вызывался в сборную Судана. После получения Южным Суданом независимости стал выступать за эту сборную.
10 июля 2011 года состоялся первый в истории матч сборной Южного Судана — в товарищеской игре южносуданцы уступили в Джубе кенийскому клубу «Тускер» со счётом 1:3. Первый гол южносуданцев в истории забил именно Мога. Также он отличился в первом официальном международном матче своей сборной, который состоялся в 2012 году против Уганды. Мога забил второй мяч сборной и установил окончательный счёт — 2:2.